# Liste politischer Parteien nach Namen
Die folgende Liste gibt politische Parteien, sortiert nach Alphabet.
Die Parteien sind nach den Namen in ihrer Landessprache sortiert.

## A
- Aam Aadmi Party (AAP), Indien, Anti-Korruptionspartei
- Acción Popular (AP), Peru, (konservativ-)liberal
- ACT New Zealand (ACT), Neuseeland, liberal
- Adalet ve Kalkınma Partisi (AKP; Partei für Gerechtigkeit und Entwicklung), Türkei, (islamisch-)konservativ
- Afirmación para una República Igualitaria (ARI), Argentinien, sozialdemokratisch
- African Christian Democratic Party (ACDP), Südafrika, christdemokratisch
- African National Congress (ANC), Südafrika, sozialistisch
- Agonistiko Dimokratiko Kinima (ADIK; Kämpfende Demokratische Bewegung), Zypern, konservativ
- Agrarnaja Partija Rossii (APR; Agrarpartei), Russland, (kommunistisch-)agrarisch
- Alternativ Demokratesch Reformpartei (ADR), Luxemburg, konservativ
- Al Tahammu al-Watani al-Dimuqrati (Balad; Nationale Demokratische Allianz (Araber)), Israel, ethnisch-arabisch
- Aleanca Demokratike (AD; Demokratische Allianz), Albanien, liberal
- Aliancia nového občana (ANO; Neue Allianz der Bürger), Slowakei, liberal
- Alianza Popular Revolucionaria Americana (APRA), Peru, sozialdemokratisch
- Alianza Republicana Nacionalista (ARENA), El Salvador, konservativ
- All Nigeria People’s Party (ANPP), Nigeria, konservativ
- Alleanza Nazionale (AN), Italien, (national-)konservativ
- Alleanza Nazionale Sanmarinese (ANS), San Marino, nationalistisch
- Alleanza Popolare (AP), San Marino, liberal
- Alliance for Democracy (AD), Nigeria, progressiv
- Allianz für das Europa der Nationen (AEN), Europäische Union, nationalkonservativ
- Allianz Deutscher Demokraten (ADD), Deutschland, konservativ
- All-India Anna Diravida Munnetra Kazhagamm (ADMK), Indien-Tamil
- al-Mu'tammar al-Sha'bi al-'Am (MSA; Allgemeiner Volkskongress), Jemen, autoritär
- at-Tadschammu' al-Yamani li l-Islah (Islah; Vereinigung für Reform), Jemen, islamistisch
- al-Tantheem al-Wahdawi al-Sha'bi al-Nasseri (TWSN; Nasseristische Unionistische Volkspartei), Jemen, sozialistisch
- Alternative Kanton Zug (A; Alternative Liste), Schweiz-Zug, grün
- Alternative libérale, Frankreich, Liberal, Violet
- Alternative Linke, Schweiz, sozialistisch
- Alternative für Deutschland (AfD), Deutschland, konservativ
- Am Ekhad (AE; Gewerkschaftspartei), Israel, sozialistisch
- Anarchistische Pogo-Partei Deutschlands (APPD), Deutschland, anarchistisch
- Anavatan Partisi (ANAP; Mutterlandspartei), Türkei, konservativ
- Anorthotiko Komma Ergazomenou Laou (AKEL; Fortschrittspartei des werktätigen Volkes), Zypern, sozialistisch
- Apvieniba Tevzemei un Brivibai (TB-LNNK; Union für Vaterland und Freiheit), Lettland, nationalistisch
- Associação Popular Democrática Timorense (APODETI), Osttimor, pro-indonesisch
- Associação Popular Monarquia Timorense (APMT; Timoresische Monarchistische Volksvereinigung), Osttimor, monarchistisch
- Associação Social-Democrata de Timor (ASDT; Vereinigung Sozialdemokratie von Timor), Osttimor, konservativ
- Ataka (Partei), Bulgarien, nationalistisch
- Australian Democrats (AD; Democrats), Australien, (sozial-)liberal
- Australian Greens (AG; Greens), Australien, grün
- Australian Labor Party (ALP), Australien, sozialdemokratisch
- Avoda/Meimad (Avoda), Israel, sozialdemokratisch

## B
- Bahujan Samaj Party (BSP), Indien
- Balgarski Naroden Sajuz (BNS; Bulgarische Volksunion), Bulgarien, christdemokratisch
- Bashkimi Demokratik për Integrim, Mazedonien, ethnisch-albanisch
- Bashkimi Liberal Demokrat (BLD; Liberaldemokratische Union), Albanien, konservativ
- Bayernpartei (BP), Deutschland (nur in Bayern), konservativ/separatistisch
- Bergpartei, die „ÜberPartei“, Deutschland (nur in Berlin), ökoanarchistisch/dadaistisch
- Bharatiya Janata Party (BJP), Indien, (hinduistisch-)konservativ
- Bloc Québécois (BQ), Kanada/Québec, sozialdemokratisch
- Bloco do Esquerda (BE), Portugal, kommunistisch
- Blocul Electoral Patria – Rodina (BEPR; Wahlblock Heimat), Moldau, kommunistisch
- Blok Juliji Tymoschenko (JT; Block Julia Timoschenko), Ukraine, liberal
- Blok Za Jedynu Ukrajinu (ZJU; Für eine vereinte Ukraine), Ukraine, zentristisch (autoritär)
- Bloque Nacionalista Galego (BNG), Spanien-Galicien, sozialistisch
- Bulgarische Neue Demokratie (BND), Bulgarien, konservativ/christdemokratisch
- Bündnis 90/Die Grünen (GRÜNE), Deutschland, grün
- Bündnis Zukunft Österreich (BZÖ), Österreich, rechtspopulistisch
- Burgas (Partei), Bulgarien, konservativ

## C
- Cambio '90 – Nueva Mayoría (C90), Peru, autoritär
- Cambio Democratico (CD), Panama, (konservativ-)liberal
- Centerpartiet (C), Schweden, (zentristisch-)agrarisch
- Centre Demòcrata Andorra (CDA-S21), Andorra, christdemokratisch
- Centriska Partija – Latvijas Zemnieko Savieniba (LZS; Zentrumspartei – Lettische Bauernunion), Lettland, (zentristisch-)agrarisch
- Centro Democrático Unido (CDU), El Salvador, sozialdemokratisch
- Česká strana sociálně demokratická (ČSSD; Sozialdemokratische Partei), Tschechische Republik, sozialdemokratisch
- Chrëschtlech-Sozial Vollekspartei (CSV), Luxemburg, christdemokratisch
- Christen-Democratisch Appèl (CDA), Niederlande, christdemokratisch
- ChristenUnie (CU), Niederlande, konservativ
- Christen-Democratisch &Vlaams (CD&V), Belgien-Flandern, christdemokratisch
- Christlich Demokratische Union Deutschlands (CDU), Deutschland, christdemokratisch
- Christlich-Demokratische Volkspartei (CVP), Schweiz, christdemokratisch
- Christlich-Soziale Partei (CSP), Schweiz, (christlich-)grün
- Christlich-Soziale Union in Bayern (CSU), Deutschland-Bayern, christdemokratisch
- Chunta Aragonesista (CHA), Spanien-Aragon, sozialistisch
- Coalitión Canaria (CC), Spanien-Kanaren, liberal
- Communist Party of India (CPI), Indien, kommunistisch
- Communist Party of India – Marxist (CPI-M), Indien, kommunistisch
- Communist Party USA (CPUSA), Vereinigte Staaten, kommunistisch
- Confederación de Los Verdes, Spanien, grün
- Congresso Nacional da Reconstrução Timorense, (CNRT; timoresischer Nationalkongress des Wiederaufbaus), Osttimor, Mitte-rechts
- Conservative Party (CON), Großbritannien, konservativ
- Conservative Party of Canada (CPC), Kanada, konservativ
- Constitution Party (Con), Vereinigte Staaten, konservativ
- Convergència i Unió de Catalunya (CiU), Spanien-Katalonien, liberal (christdemokratisch)
- Country Liberal Party (CLP), Australien-Northern Territory, konservativ
- Cumhuriyet Halk Partisi (CHP; Republikanische Volkspartei), Türkei, sozialdemokratisch

## D
- Dansk Folkeparti (DF), Dänemark, rechtspopulistisch
- Darbo Partija (DP; Arbeiterpartei), Litauen, zentristisch
- De Vlaamse Groenen (GROEN; Groen!), Belgien-Flandern, grün
- Déi Gréng (GRENG), Luxemburg, grün
- Déi Lénk (L), Luxemburg, sozialistisch
- Demokracia e Re, Mazedonien, konservativ, ethnisch-albanisch
- Democraten 66 (D66), Niederlande, (sozial-)liberal
- Democratic Alliance (DA), Südafrika, liberal
- Democratic Party (Dem), Vereinigte Staaten, liberal
- Democratic Socialists of America (DSA), Vereinigte Staaten, sozialistisch
- Democratic Unionist Party (DUP), Großbritannien-Nordirland, nationalistisch
- Demokratie in Bewegung (DiB), Deutschland
- Demokratesch Partei (DP), Luxemburg, liberal
- Demokrati za Silna Balgraija (DSB; Demokraten für ein Starkes Bulgarien), Bulgarien, konservativ
- Demokraticeska Partija (DP, Demokratische Partei), Bulgarien, liberal
- Demokratična Stranka Upokojencev Slovenije (DESUS; Demokratische Partei der Pensionäre), Slowenien
- Demokratik Halk Partisi (DEHAP; Demokratische Volkspartei), Türkei, ethnisch-kurdisch (sozialdemokratisch)
- Demokratik Sol Partisi (DSP; Demokratische Partei der Linken), Türkei, sozialdemokratisch
- Demokratska Koalicija – Albanci Zajedno (DK; Demokratische Koalition), Montenegro, ethnisch-albanisch
- Demokratska Partija Socijalista Crne Gore (DPS; Demokratische Partei der Sozialisten), Montenegro, sozialdemokratisch
- Demokratska Partija za Makedonsko Nacionalno Edinstvo (DPMNE; Demokratische Partei für die Nationale Einheit Mazedoniens), Mazedonien, christdemokratisch
- Demokratska Stranka (DS; Demokratische Partei), Serbien, sozialdemokratisch
- Demokratska Stranka Srbije (DSS; Demokratische Partei Serbiens), Serbien, konservativ
- Demokratska Unija za Integracija (DUI; Demokratische Union für Integration), Mazedonien, ethnisch-albanisch
- Demokratski Centar (DC; Demokratisches Zentrum), Kroatien, konservativ
- Demokratychna Partija Ukrajiny – Demokratychnyj Sojuz (DPU-DS; Demokratische Partei), Ukraine, zentristisch
- Det Norske Arbeiderpartiet (A), Norwegen, sozialdemokratisch
- Deutsche Kommunistische Partei, (DKP), Deutschland, kommunistisch
- Deutsche Volksunion, (DVU), Deutschland, nationalistisch
- Deutsche Zentrumspartei
- Die Grünen – Die Grüne Alternative (GRÜNE), Österreich, grün
- Die Linke, Deutschland, sozialistisch
- Die PARTEI, Deutschland, satirisch
- Die Republikaner, (REP), Deutschland, nationalistisch
- Dimokratiko Komma (DIKO; Demokratische Partei), Zypern, zentristisch (liberal)
- Dimokratikos Synagermos (DISY; Demokratische Sammlungsbewegung), Zypern, christdemokratisch
- Doğru Yol Partisi (DYP; Partei des Rechten Weges), Türkei, konservativ
- Dvizhenie za Prava i Svobodi (DPS; Bewegung für Rechte und Freiheiten), Bulgarien, ethnisch-türkisch (liberal)
- Die Weißen, Deutschland, Bremen & Bremerhaven

## E
- Ecologistes Confédérés (ECOLO), Belgien-Wallonien, grün
- Jedinaja Rossija (ER; Einiges Russland), Russland, zentristisch (konservativ/autoritär)
- Eesti Keskerakond (K; Zentrum), Estland, liberal
- Eesti Reformierakond (RE; Reformpartei), Estland, liberal
- Eestimaa Rahvaliit (ERL; Bürgerunion), Estland, (agrarisch-)konservativ
- Eestimaa Ühendatud Rahvapartei (EÜRP; Vereinigte Volkspartei), Estland, ethnisch-russisch (sozialistisch)
- Eidgenössische Demokratische Union (EDU), Schweiz, (national-)konservativ
- Els Verds d’Andorra (VA), Andorra, grün
- ELAM, (Nationale Volksfront) in Zypern, gegründet 2008, nationalsozialistisch, rassistisch und neonazistisch
- Enhedslisten – de rød-grønne (EL), Dänemark, kommunistisch
- Enomeni Dimokrates (EDI; Vereinigte Demokraten), Zypern, liberal
- Esquerra Republicana de Catalunya (ERC), Spanien-Katalonien, sozialistisch
- Europeans United for Democracy (EUD), Europäische Union, europaskeptisch
- Europäische Demokratische Partei (EDP), Europäische Union, zentristisch
- Europäische Freie Allianz (EFA), Europäische Union, regionalistisch
- Europäische Grüne Partei (EGP), Europäische Union, grün
- Europäische Liberale, Demokratische und Reformpartei (ELDR), Europäische Union, liberal
- Europäische Linke (EL), Europäische Union, sozialistisch/kommunistisch
- Europäische Volkspartei (EVP), Europäische Union, konservativ/christdemokratisch
- Eusko Alkartasuna (EA), Spanien-Baskenland, sozialdemokratisch
- Evangelische Volkspartei (EVP), Schweiz, christdemokratisch

## F
- Family First Party (FFP), Australien, konservativ
- FDP.Die Liberalen (FDP), Schweiz, liberal
- Federazione dei Verdi (VERDI), Italien, grün
- Fiamma Tricolore (FT), Italien, nationalistisch
- Fianna Fáil (FF), Irland, konservativ
- Fine Gael (FG), Irland, christdemokratisch
- Folkpartiet Liberalerna (FP), Schweden, liberal
- Fortschrittliche Bürgerpartei (FBP), Liechtenstein, konservativ
- Forza Italia (FI), Italien, konservativ
- Framsóknarflokkurinn (FSF; Fortschrittspartei), Island, (agrarisch-)liberal
- Freie Demokratische Partei (FDP), Deutschland, liberal
- Freie Liste (FL), Liechtenstein, grün
- Freiheitliche Partei Österreichs (FPÖ), Österreich, rechtspopulistisch
- Fremskrittspartiet (FRP), Norwegen, rechtspopulistisch
- Frente del País Solidario (Frepaso), Argentinien, zentristisch
- Frente Farabundo Martí para la Liberación Nacional (FMLN), El Salvador, sozialistisch
- Frente Independiente Moralizador (FIM), Peru, zentristisch
- Frente Movimiento Popular (FMP), Argentinien
- Frente Revolucionária do Timor-Leste Independente (FRETILIN; Revolutionäre Front für die Unabhängigkeit von Timor-Leste), Osttimor, links
- Frente de Reconstrução Nacional de Timor-Leste – Mudança (FM; Frenti-Mudança; Front für den nationalen Wiederaufbau Osttimors – Reform), Osttimor, Mitte-links
- Frjáslyndi Flokkurinn (FF; Liberale), Island, (sozial-)liberal
- Front National (FN), Belgien, nationalistisch
- Front National (FN), Frankreich, nationalistisch
- Független Kisgazdapárt (FKGP; Unabhängige Partei der Kleinbauern), Ungarn, (konservativ-)agrarisch

## G
- G17 Plus (G17+), Serbien, konservativ
- Green Party (GP), Irland, grün
- Green Party of Aotearoa New Zealand (GPA), Neuseeland, grün
- Green Party of Canada (GPC), Kanada, grün
- Green Party of England and Wales (GP), Großbritannien, grün
- Green Party of the United States, Vereinigte Staaten, grün
- GroenLinks (GL), Niederlande, grün
- Grüne Partei der Schweiz (GPS), Schweiz, grün

## H
- ha-Ikhud ha-Leumi (IL; Nationale Union), Israel, nationalistisch
- ha-Miflga ha-Datit ve ha-Leumit (Mafdal, Nationalreligiöse Partei), Israel, (jüdisch-)konservativ
- Hazit Democratit le-Shalom ve-Shivayon (Hadash; Kommunisten), Israel, kommunistisch
- Hit'akhdut ha-Sfardim ha-Olamit Shomrey Torah (Shas; Ultraorthodoxe), Israel, (jüdisch-)konservativ
- Hizb al Baath al'Arabi al Ishtiraki (Baath; Arabische Sozialistische Baath-Partei), Jemen, sozialistisch
- Hizb al Dimuqratiyah al Wataniyah (HDW; Nationaldemokratische Partei), Ägypten, (autoritär-)sozialistisch
- Hizb al-Ikhwan al-Muslimoon (HIM; Muslimbruderschaft), Ägypten, islamistisch
- Hizb al-Ishirakya al-Yamaniya (YSP; Sozialistische Partei Jemens), Jemen, sozialistisch
- Hizb al-Tajamaa al-Wataniyah al-Tagasamm al-Wahdwa (HTWTW; National-Progressive Unionistische Partei), Ägypten, kommunistisch
- Hizb al-Wafd-al-Jadid (HWJ; Neue Wafd-Partei), Ägypten, liberal
- Hnutie za demokratické Slovensko (HZDS; Bewegung für eine Demokratische Slowakei), Slowakei, nationalistisch
- Høyre (H), Norwegen, konservativ
- Hrvatska demokratska seljačka stranka (HDSS; Kroatische Demokratische Bauernpartei), Kroatien, agrarisch
- Hrvatska demokratska zajednica Bosne i Hercegovine (HDZ BiH; Kroatische Demokratische Gemeinschaft Bosniens und der Herzegowina), Bosnien und Herzegowina-Kroaten, nationalistisch
- Hrvatska demokratska zajednica (HDZ; Kroatische Demokratische Gemeinschaft), Kroatien, konservativ
- Hrvatska narodna stranka – Liberalni demokrati (HNS-LD; Kroatische Volkspartei – Liberaldemokraten), Kroatien, liberal
- Hrvatska seljačka stranka (HSS; Kroatische Bauernpartei), Kroatien, agrarisch
- Hrvatska socijalno-liberalna stranka (HSLS; Kroatische Sozialliberale Partei), Kroatien, (konservativ-)liberal
- Hrvatska stranka prava (HSP; Kroatische Partei des Rechts), Kroatien, nationalistisch
- Hrvatska stranka umirovljenika (HSU; Kroatische Partei der Rentner), Kroatien

## I
- Ima takâv narod (ITN), Bulgarien, Sammlungspartei
- Independent Democrats (ID), Südafrika, sozialdemokratisch
- India National Congress (INC), Indien, progressiv
- Iniciativa per Catalunya Verds (ICV), Spanien-Katalonien, grün
- Inkatha Freedom Party (IFP), Südafrika, konservativ
- Isamaaliit (IL; Vaterlandsunion), Estland, christdemokratisch
- Istarski demokratski sabor (IDS; Istrische Demokratische Versammlung), Kroatien-Istrien, sozialdemokratisch
- Italia dei Valori (IdV), Italien, zentristisch
- Izquerda Unida (IU), Spanien, sozialistisch

## J
- Jabloko – Rossijskaja Demokraticheskaja Partija (JABLOKO), Russland, (sozial-)liberal
- Janata Dal (United) (JD(U)), Indien, sozialdemokratisch
- Jaunais laiks (JL; Neue Zeit), Lettland, konservativ
- Jayu Minju Yonhap (JMY; United Liberal Democrats), Korea, konservativ
- Jednist' (JE; Einheit), Ukraine, zentristisch
- Jiyūminshutō (LDP; Liberaldemokratische Partei), Japan, konservativ

## K
- Kansallinen Kokoomus (KOK; Nationale Sammlungspartei), Finnland, konservativ
- Kinima Oikologon Pervallontiston (KOP; Ökologische und Umweltbewegung), Zypern, grün
- Kinima Sosialdimokratikon (KISOS; Demokratische Sozialisten), Zypern, sozialdemokratisch
- Klibur Oan Timor Asuwain (KOTA; je nach Quelle „Söhne der Bergkrieger Timors“ oder „Söhne der Kriegshunde aus den Bergen Timors“, auch „Assoziation der timoresischen Helden“ genannt), Osttimor, timoresisch-traditionalistisch
- Kmanek Haburas Unidade Nasional Timor Oan (KHUNTO; Bereicherung der Nationalen Einheit der Söhne Timors), Osttimor
- Koalition für Bulgarien (KB; Koalition für Bulgarien), Bulgarien, sozialdemokratisch
- Kōmeitō, Japan, (buddhistisch-)konservativ
- Komitet Wyborczy Mniejszość Niemiecka (MN; Vertreter der Deutschen Minderheit), Polen, ethnisch-deutsch
- Kommounistiko Komma Elladas (KKE), Griechenland, kommunistisch
- Kommunisticheskaja Partija Rossijskoj Federacii (KPRF; Kommunistische Partei), Russland, kommunistisch
- Komunistická strana Čech a Moravy (KSČM; Kommunistische Partei), Tschechische Republik, kommunistisch
- Komunistická strana Slovenska (KSS; Kommunistische Partei), Slowakei, kommunistisch
- Komunistychna Partija Ukrajiny (KPU; Kommunistische Partei), Ukraine, kommunistisch
- Konservative Folkeparti (KF), Dänemark, konservativ
- Křesťanská a demokratická unie – Československá strana lidová (KDU-ČSL; Christlich-Demokratische Union – Tschechoslowakische Volkspartei), Tschechische Republik, christdemokratisch
- Kresťanskodemokratické hnutie (KDH; Christlich-Demokratische Bewegung), Slowakei, christdemokratisch
- Kristdemokraterna (KD), Schweden, christdemokratisch
- Kristelig Folkeparti (KRF), Norwegen, christdemokratisch
- Kristendemokraterne (KD), Dänemark, christdemokratisch

## L
- La Destra (LD), Italien, national-konservativ
- Labour Party (LAB), Großbritannien, sozialdemokratisch
- Labour Party (LP), Irland, sozialdemokratisch
- Labour Party (LP), Neuseeland, sozialdemokratisch
- Latvijas Ceļš (LC; Lettlands Weg), Lettland, liberal
- Latvijas Pirmā partija (LPP; Lettische Erste Partei), Lettland, christdemokratisch
- Latvijas Sociāldemokrātiskā Strādnieku partija (LSDSP; Sozialdemokratische Arbeiterpartei), Lettland, sozialdemokratisch
- Latvijas Sociālistiskā partija (LSP; Lettische Sozialistische Partei), Lettland, kommunistisch
- Latvijas Zaļā partija (LZP; Lettische Grüne Partei), Lettland, grün
- Lausitzer Volkspartei (LVP), Deutschland, ethnisch-sorbisch
- Lega dei Ticinesi (LdT), Schweiz-Tessin, nationalistisch
- Lega Nord, Italien-Norditalien, regionalistisch-rechtspopulistisch
- Les Engagés (LE), Belgien-Wallonien, zentristisch
- Les Verts (VERTS), Frankreich, grün
- Letzebuergesch Sozialistesch Arbechterpartei (LSAP), Luxemberg, sozialdemokratisch
- Lëvizja Socialiste për Integrim (LSI; Sozialistische Bewegung für Integration), Albanien, sozialdemokratisch
- Liberal Democrats (LD), Großbritannien, liberal
- Liberale Demokraten (LD), Deutschland, liberal
- Liberal Party of Australia (LP), Australien, (liberal-)konservativ
- Liberal Party of Canada (LPC), Kanada, liberal
- Liberalna demokracija Slovenije (LDS; Liberaldemokraten), Slowenien, liberal
- Liberalna Partija (LP; Liberale Partei), Bulgarien, liberal
- Liberalna Partija (LP; Liberale Partei), Mazedonien, liberal
- Liberalna Stranka (LS; Liberale Partei), Kroatien, liberal
- Liberalni Savez Crne Gore (LS; Liberale Allianz), Montenegro, liberal
- Liberal'no-Demokraticheskaja Partija Rossii (LDPR; Liberaldemokratische Partei), Russland, nationalistisch
- Liberalno-demokratska partija (LDP; Liberaldemokratische Partei), Mazedonien, liberal
- Liberalno-demokratska partija (LDP; Liberaldemokratische Partei), Serbien, liberal
- Liberalu Demokratu Partija (LDP; Liberaldemokratische Partei), Litauen, nationalistisch
- Liberalu ir Centro Sajunga (LiCS; Liberale und Zentrumsunion), Litauen, liberal
- Libertarian Party (LP), Vereinigte Staaten, libertär
- Balgarski Demokratitschen Zentar, Bulgarien, liberal-demokratisch
- Lidztiesiba Savieniba (LS; Bewegung Gleiche Rechte), Lettland, ethnisch-russisch (sozialistisch)
- Lietuvos Lenku Rinkimu Akcija (LLRA; Polnische Wahlaktion), Litauen, ethnisch-polnisch
- Lietuvos Socialdemokratu Partija (LSDP; Sozialdemokratische Partei), Litauen, sozialdemokratisch
- Liga Polskich Rodzin (LPR; Liga polnischer Familien), Polen, (christlich-)nationalistisch
- Lijst Pim Fortuyn (LPF), Niederlande, nationalistisch
- Likud (Likud), Israel, konservativ

## M
- Mafdal (Nationalreligiöse Partei), Israel, jüdisch-nationalistisch
- Magyar Demokrata Fórum (MDF; Demokratisches Forum), Ungarn, christdemokratisch
- Magyar Igazság és Elet Pártja (MIEP; Partei Gerechtigkeit und Leben), Ungarn, nationalistisch
- Magyar Koalíció Pártja (MK; Partei der Ungarischen Koalition), Slowakei, ethnisch-ungarisch (christdemokratisch)
- Magyar Polgári Szövetség (MPSZ; Bürgerallianz), Ungarn, christdemokratisch
- Magyar Szocialista Párt (MSZP; Sozialistische Partei), Ungarn, sozialdemokratisch
- Māori Party (MP), Neuseeland, ethnisch-Maori
- Marxistisch-Leninistische Partei Deutschlands, (MLPD), Deutschland, kommunistisch
- Meretz (Meretz), Israel, sozialdemokratisch
- Miljöpartiet de Gröna (MP), Schweden, grün
- Milliyetçi Hareket Partisi (MHP; Partei der Nationalen Bewegung), Türkei, nationalistisch
- Minju-nodong-dang (DAP; Demokratische Arbeiterpartei), Korea, links-nationalistisch
- Minshutō (DPJ; Demokratische Partei), Japan, (sozial-)liberal
- Moderata Samlingspartiet (M), Schweden, konservativ
- Mouvement pour la France (MPF), Frankreich, (national-)konservativ
- Mouvement Réformateur (MR), Belgien-Wallonien, liberal
- Mouvement républicain et citoyen (MRC), Frankreich, sozialistisch
- Movimento Democrático Brasileiro (MDB), bis 2017: Partido do Movimento Democrático Brasileiro (PMDB), Brasilien, zentristisch
- Movimiento Liberal Republicano Nacionalista (MOLIRENA), Panama, (national-)liberal

## N
- Nacionalen Sajuz Ataka (ATAKA; Nationale Union Ataka), Bulgarien, nationalistisch
- Nacionalna Demokratska Partija (NDP; Demokratische Nationale Partei), Mazedonien, ethnisch-albanisch
- Nacionalno Dvizhenie Simeon Vtori (NDSV; Nationale Bewegung Simeon II.), Bulgarien, liberal
- Nafarroa Bai (Na-Bai), Spanien-Navarra, konservativ
- Narodna Stranka (NS; Volkspartei), Montenegro, konservativ
- Narodnaja Partija Rossijsko Federacii (NPRF; Volkspartei), Russland, zentristisch
- Nascha Ukrajina (NU; Wahlbündnis „Unsere Ukraine“), Ukraine, (liberal-)konservativ
- Nasserist Party (Nesser; Nasseristische Partei), Ägypten, sozialistisch
- National Democratic Party (NDP), Nigeria, progressiv
- Nationaldemokratische Partei Deutschlands (NPD), nationalistisch
- National Party of Australia (NP), Australien, konservativ
- Nationalist Party (NP), Malta, christdemokratisch
- Naujoji sąjunga (socialliberalai) (NS; Neue Union), Litauen, (sozial-)liberal
- Nea Dimokratia (ND), Griechenland, christdemokratisch
- Nei Orizontes (NEO; Neue Horizonte), Zypern, zentristisch
- Neue Partei Japan, liberaldemokratisch
- New Democratic Party / Nouveau Parti démocratique (NDP / NPD), Kanada, sozialdemokratisch
- New Zealand First (NZ First), Neuseeland, nationalistisch
- New Zealand National Party (NZNP), Neuseeland, konservativ
- Nieuw – Vlaamse Alliantie (NVA), Belgien-Flandern, konservativ
- Nihon Kyōsantō (KPJ; Kommunistische Partei), Japan, kommunistisch
- Nova Slovenija – Krscanska Ljudska Stranka (NSI; Neue Christliche Volkspartei), Slowenien, christdemokratisch
- Nuovo Partito Socialista Italiano (NPSI), Italien, sozialdemokratisch
- Nuwe Nasionale Party (NNP), Südafrika, konservativ
- NEOS – Das Neue Österreich und Liberales Forum Liberale Partei Österreich

## O
- Občanská demokratická strana (ODS; Demokratische Bürgerpartei), Tschechische Republik, konservativ
- One Nation Party (ONP), Australien, nationalistisch
- Ökologisch-Demokratische Partei (ödp), Deutschland, grün
- Open Vlaamse Liberalen en Democraten (Open VLD), Belgien-Flandern, liberal
- Österreichische Volkspartei (ÖVP), Österreich, christdemokratisch
- Özgürlük-Demokrasi Partisi (ÖDP), Türkei, sozialistisch

## P
- Panellinio Sosialistiko Kinima (PASOK), Griechenland, sozialdemokratisch
- Partai Amanat Nasional (PAN; Nationale Mandatspartei), Indonesien, islamistisch
- Partai Bintang Reformasi (PBR; Reformpartei), Indonesien, islamistisch
- Partai Bulan Bintang (PBB; Partei des Halbmondes und Sterns), Indonesien, islamistisch
- Partai Damai Sejahtera (PDS; Wohlstands- und Friedenspartei), Indonesien, christdemokratisch
- Partai Demokrasi Indonesia Perjuangan (PDIP; Demokratische Partei des Kampfes), Indonesien, konservativ
- Partai Demokrat (PD; Demokratische Partei), Indonesien, liberal
- Partai Demokratik Maubere (PDM), Osttimor
- Partai Golongan Karya (Golkar), Indonesien, autoritär
- Partai Karya Peduli Bangsa (PKPB; Funktionelle Partei des Nationalinteresses), Indonesien
- Partai Keadilan Sejahtera (PKS; Wohlstands- und Gerechtigkeitspartei), Indonesien, liberal
- Partai Kebangkitan Bangsa (PKB; Nationale Erweckungspartei), Indonesien, zentristisch
- Partai Liberal (PL), Osttimor, liberal
- Partai Persatuan Pembangunan (PPP; Vereinigte Entwicklungspartei), Indonesien, islamistisch
- Partei der Arbeit (PdA), Schweiz, kommunistisch
- Parti Communiste Français (PCF), Frankreich, kommunistisch
- Parti conservateur du Canada (PCC), Kanada, konservativ
- Parti libéral du Canada (PLC), Kanada, liberal
- Parti Radical de Gauche (PRG), Frankreich, (sozial-)liberal
- Parti Socialiste (PS), Belgien-Wallonien, sozialdemokratisch
- Parti Socialiste (PS), Frankreich, sozialdemokratisch
- Parti Vert du Canada (PVC), Kanada, grün
- Partia Agrare Ambientaliste (PAA; Agrarpartei), Albanien, agrarisch
- Partia Bashkimi për të Drejtat e Njeriut (PBDNJ; Union für Menschenrechte), Albanien, ethnisch-griechisch
- Partia Demokracia Sociale e Shqipërisë (PDSSH; Partei der Sozialdemokratie), Albanien, sozialdemokratisch
- Partia Demokrate e Re (PDR; Reformierte Demokratische Partei), Albanien, konservativ
- Partia Demokratike Shqiptare, Mazedonien, ethnisch-albanisch
- Partia Demokratike e Shqipërisë (PD; Demokratische Partei), Albanien, konservativ
- Partia Demokristiane e Shqipërisë (PDK; Christdemokratische Partei), Albanien, christdemokratisch
- Partia Republikane (PR; Republikanische Partei), Albanien, konservativ
- Partia Socialdemokrate e Shqipërisë (PSD; Sozialdemokratische Partei), Albanien, sozialdemokratisch
- Partia Socialiste e Shqipërisë (PSSH; Sozialistische Partei), Albanien, sozialdemokratisch
- Partido Acción Nacional, El Salvador
- Partido Acción Nacional (PAN), Mexiko, konservativ
- Partido Comunista do Brasil (PCdoB), Brasilien, kommunistisch
- Partido Comunista Português (PCP), Portugal, kommunistisch
- Partido da Frente Liberal (PFL), Brasilien, (konservativ-)liberal
- Partido da Social Democracia Brasileira (PSDB), Brasilien, sozialdemokratisch
- Partido de Conciliación Nacional (PCN), El Salvador, konservativ
- Partido de la Liberación Dominicana (PLD), Dominikanische Republik, (konservativ-)liberal
- Partido de la Revolución Democratico (PRD), Mexiko, sozialdemokratisch
- Partido del Trabajo (PT), Mexiko, sozialistisch
- Partido Democrata Cristão (PDC), Osttimor, christlich
- Partido Demócrata Cristiano (PDC), El Salvador, christdemokratisch
- Partido Democrática Republica de Timor (PDRT), Osttimor
- Partido Democrático (PD), Osttimor, Mitte-rechts
- Partido Democrático Trabalhista (PDT), Brasilien, sozialistisch
- Partido do Desenvolvimento Nacional (PDN), Osttimor, konservativ
- Partido do Desenvolvimento Popular (PDN), Osttimor
- Partido do Povo de Timor (PPT), Osttimor, konservativ-national
- Partido dos Trabalhadores (PT), Brasilien, sozialistisch
- Partido Ecologista Os Verdes (PEV), Portugal, grün
- Partido Justicialista (PJ), Argentinien, konservativ
- Partido Liberal (PL), Brasilien, liberal
- Partido Milénio Democrático (PMD), Osttimor
- Partido Movimiento Renovador (PMR), El Salvador
- Partido Nacionalista Vasco (PNV), Spanien-Baskenland, konservativ
- Partido Nasionalista Timorense (PNT), Osttimor, „fortschrittlich national“
- Partido Popular (PP), Portugal, konservativ
- Partido Popular (PP), Spanien, christdemokratisch
- Partido Popular Socialista (PPS), Brasilien, sozialistisch
- Partido Progressista (PP), Brasilien, (autoritär-)konservativ
- Partido Reformista Social Cristiano (PRSC), Dominikanische Republik, christdemokratisch
- Partido Republika Nacional Timor Leste (PARENTIL), Osttimor, konservativ
- Partido Revolucionario Democrático (PRD), Panama, sozialdemokratisch
- Partido Revolucionario Dominicano (PRD), Dominikanische Republik, sozialdemokratisch
- Partido Revolucionario Institucional (PRI), Mexiko, (autoritär-)zentristisch
- Partido Social Democrata, Osttimor, konservativ
- Partido Social Democrata (PSD), Portugal, christdemokratisch
- Partido Socialista (PS), Argentinien, sozialdemokratisch
- Partido Socialista (PS), Portugal, sozialdemokratisch
- Partido Socialista Brasileiro (PSB), Brasilien, sozialistisch
- Partido Socialista Obrero Español (PSOE), Spanien, sozialdemokratisch
- Partido Socialista de Timor (PST), Osttimor, sozialistisch, marxistisch-leninistisch
- Partido Social para a democracia de Angola (PSDA), Sozialdemokratischer Partei Angola
- Partido Timorense Democrático (PTD), Osttimor
- Partido Trabalhista Brasileiro (PTB), Brasilien, zentristisch
- Partido Trabalhista Timorense, Partido Trabalhista (PTT, PTT;), Osttimor, demokratisch, sozialistisch
- Partido Unidade Nacional (PUN), Osttimor, christlich konservativ
- Partido Verde Ecologista de México (PVEM), Mexiko, grün
- Partidu Democrática Liberal (PDL), Osttimor, liberal
- Partidul Alianta Moldova Noastra (PAMN; Partei Allianz Unsere Moldau), Moldau, liberal
- Partidul Comuniștilor din Republica Moldova (PCRM; Kommunistische Partei), Moldau, kommunistisch
- Partidul Conservator (PC; Konservative Partei), Rumänien, konservativ
- Partidul Democrat Liberal (PD-L; Demokratisch-Liberale Partei), Rumänien, konservativ
- Partidul Democrat din Moldova (PDM; Demokratische Partei Moldaus), Moldau, sozialdemokratisch
- Partidu Liberta Povu Aileba (PLPA), Osttimor
- Partidul Liberal Democrat (PDL; Liberaldemokratische Partei), Rumänien, konservativ-liberal
- Partidul Național Liberal (PNL; Nationalliberale Partei), Rumänien, (konservativ-)liberal
- Partidul Popular Crestin Democrat (PPCD; Christlich-Demokratische Volkspartei), Moldau, christdemokratisch
- Partidul Național Țărănesc Creștin Democrat (PNȚCD; Nationale Bauernpartei – Christdemokraten), Rumänien, christdemokratisch
- Partidul România Mare (PRM; Großrumänien-Partei), Rumänien, nationalistisch
- Partidul Social-Democrat (PSD; Sozialdemokratische Partei), Rumänien, sozialdemokratisch
- Partidul Social-Liberal (PSL; Sozialliberale Partei), Moldau, liberal
- Partidu Republikanu (PR), Osttimor, sozialdemokratisch
- Partij van de Arbeid (PvdA), Niederlande, sozialdemokratisch
- Partija demokratskog progresa (PDP; Partei für Demokratischen Fortschritt), Bosnien und Herzegowina-Serben, konservativ
- Partija Regioniv (PR; Partei der Regionen; Ex-Blok Za Jedynu Ukrajinu), zentristisch (autoritär; pro-russisch)
- Partija Vozrozdenija Rossii – Rossijskaja Partija Vieni (PVR-RPV; Partei der Erneuerung Russlands – Russische Partei des Lebens), Russland, zentristisch
- Partija za Demokratski Prosperitet (PDP; Partei des Nationalen Wohlstands), Mazedonien, ethnisch-albanisch
- Partija Zelenych Ukrajiny (PZU; Grüne Partei), Ukraine, grün
- Partit Laburista (PL), Malta, sozialdemokratisch
- Partit Liberal d’Andorra (PLA), Andorra, liberal
- Partit Socialdemòcrata (PS), Andorra, sozialdemokratisch
- Partito dei Comunisti Italiani (PdCI), Italien, kommunistisch
- Partito dei Democratici (PD), San Marino, sozialdemokratisch
- Partito Democratico Cristiano Sanmarinese (PDCS), San Marino, christdemokratisch
- Partito Rifondazione Comunista (PRC), Italien, kommunistisch
- Partito Socialista Italiano (PSI), Italien, sozialdemokratisch
- Partito Socialista Sammarinese (PSS), San Marino, sozialdemokratisch
- Sozialdemokratische Partei Europas (SPE), Europäische Union, sozialdemokratisch
- People’s Democratic Party (PDP), Nigeria, zentristisch
- Partei für Freiheit und Fortschritt (PFF), Belgien, Deutschsprachige Gemeinschaft, liberal
- Perú Posible (PP), Peru, zentristisch
- Perussuomalaiset (PS; Wahre Finnen), Finnland, (agrarisch-)nationalistisch
- Phak Chart Thai (PCT; Nationalpartei), Thailand, konservativ
- Phak Machacon (PM; Große Volkspartei), Thailand
- Phak Prachatipat (PP; Demokratische Partei), Thailand, liberal
- Phak Thai Rak Thai (TRT; Thais lieben Thais-Partei), Thailand, nationalistisch
- Piratenpartei Deutschland (PIRATEN), Deutschland
- Plaid Cymru – Party of Wales (PC), Großbritannien-Wales, sozialdemokratisch
- Platforma Obywatelska (PO; Bürgerplattform), Polen, (liberal-)konservativ
- Polskie Stronnictwo Ludowe (PSL; Bauernpartei), Polen, (agrarisch-)konservativ
- Popolari – Unione Democratici per l’Europa (UDEUR), Italien, christdemokratisch
- Prawo i Sprawiedliwość (PiS; Recht und Gerechtigkeit), Polen, (national-)konservativ
- Pravý blok, konservativ
- Primorsko Goranski Savez (PGS; Primorsko-Goranski Allianz), Kroatien-Primorsko-Goranski, liberal
- Progressive Party (PP), Neuseeland, sozialdemokratisch
- Progresyvna Socialistychna Partija Ukrajiny (PSPU; Fortschrittlich-Sozialistische Partei), Ukraine, kommunistisch

## R
- Radicali Italiani (RI), Italien, (sozial-)liberal
- Radikale Venstre (RV), Dänemark, (sozial-)liberal
- Rassemblement pour la France et l’indépendance de l’Europe (RPF), Frankreich, (national-)konservativ
- Renovació Democràtica (RD), Andorra
- Republican Party (Rep), Vereinigte Staaten, konservativ
- Respect – The Unity Coalition (RES), Großbritannien, sozialistisch
- Rifondazione Comunista Sanmarinese (RCS), San Marino, kommunistisch
- Rodina – Narodno-Patrioticheskij Sojuz (NPS; Heimat), Russland, (national-)kommunistisch

## S
- Saadet Partisi (SP; Tugendpartei), Türkei, islamistisch
- Sae Cheonnyeon Minjudang (MD; Democratic Party), Korea, liberal
- Saenuri-Partei (SP; New Frontier Party), Korea, konservativ
- Sajus na Demokratitschnite Sili (SDS; Union Demokratischer Kräfte), Bulgarien, christdemokratisch
- Samajwadi Party (SP), Indien, sozialistisch
- Samfylkingin (S; Allianz), Island, sozialdemokratisch
- Samoobrona Rzeczpospolitej Polskiej (SO; Partei der Selbstverteidigung), Polen, (agrarisch-)nationalistisch
- Savez nezavisnih socijaldemokrata (SNSD; Allianz der Unabhängigen Sozialdemokraten), Bosnien und Herzegowina-Serben, sozialdemokratisch
- Schweizer Demokraten (SD), Schweiz, nationalistisch
- Schweizerische Volkspartei (SVP), Schweiz, (national-)konservativ
- Scottish National Party (SNP), Großbritannien-Schottland, sozialdemokratisch
- Senterpartiet (SP), Norwegen, (zentristisch-)agrarisch
- Shakaiminshutō (SDP; Sozialdemokratische Partei), Japan, sozialdemokratisch
- Shinui – Mifliget Merkaz (Shinui), Israel, liberal
- Shiromani Akali Dal (SAD), Indien, Punjab, religiös (Sikhismus), konservativ, regionalistisch
- Shiv Sena (SHS), Indien, Maharashtra, (hinduistisch-)konservativ, nationalistisch
- Sinn Féin (SF), Irland/Großbritannien-Nordirland, (nationalistisch-)sozialistisch
- Sjálfstæðisflokkurinn (SSF; Unabhängigkeitspartei), Island, konservativ
- Slovenska Demokraticka a Krestanska Unia (SDKU; Demokratische und Christliche Union), Slowakei, christdemokratisch
- Slovenska demokratska stranka (SDS; Demokratische Partei), Slowenien, christdemokratisch
- Slovenska Ljudska Stranka (SLS; Slowenische Volkspartei), Slowenien, (konservativ-)agrarisch
- Slovenska Nacionalna Stranka (SNS; Slowenische Nationalpartei), Slowenien, nationalistisch
- Slovenská národná strana (SNS; Nationale Partei), Slowakei, nationalistisch
- Smer – sociálna demokracia (SMER; Richtung), Slowakei, sozialdemokratisch
- Sociaal-Liberale Partij (SLP), Belgien-Flandern, (sozial-)liberal
- Social Democratic and Labour Party (SDLP), Großbritannien-Nordirland, sozialdemokratisch
- Socialdemokratiet (S), Dänemark, sozialdemokratisch
- Socialdemokratiska Arbetarepartiet (SAP), Schweden, sozialdemokratisch
- Social-Demokratychna Partija Ukrajiny (Ob'jednana) (SDPU-O; Sozialdemokratische Partei), Ukraine, zentristisch
- Socialist Party (SP), Irland, kommunistisch
- Socijalistička Partija Srbije (SPS; Sozialistische Partei Serbiens), Serbien, kommunistisch
- Socialistische Partij (SP), Niederlande, sozialistisch
- Socialistisk Folkeparti (SF), Dänemark, (grün-)sozialistisch
- Socialistychna Partija Ukrajiny (SPU; Sozialistische Partei), Ukraine, sozialdemokratisch
- Socialni demokrati (SD; Sozialdemokraten), Slowenien, sozialdemokratisch
- Socijaldemokratska partija Bosne i Hercegovine (SDP; Sozialdemokratische Partei), Bosnien und Herzegowina-Bosniaken, sozialdemokratisch
- Socijaldemokratska Partija Crne Gore (SDP; Sozialdemokratische Partei), Montenegro, sozialdemokratisch
- Socijaldemokratska partija Hrvatske (SDP; Sozialdemokratische Partei), Kroatien, sozialdemokratisch
- Socijaldemokratski Sojuz na Makedonija (SDSM; Sozialdemokratischer Bund), Mazedonien, sozialdemokratisch
- Socijalistichka Narodna Partija Crne Gore (SNP; Sozialistische Volkspartei), Montenegro, sozialdemokratisch
- Socijalistichka Partija na Makedonija (SPM; Sozialistische Partei), Mazedonien, sozialdemokratisch
- Sojusz Lewicy Demokratycznej (SLD; Bündnis der Demokratischen Linken), Polen, sozialdemokratisch
- Sojuz Pravych Sil (SPS; Union Rechter Kräfte), Russland, (konservativ-)liberal
- SolidaritéS (SOL), Schweiz, kommunistisch
- Somos Perú (SP), Peru, nationalistisch
- Sosialistisk Venstreparti (SVP), Norwegen, (grün-)sozialistisch
- Sotsiaaldemokraatlik Erakond (SDE; Sozialdemokratische Partei), Estland, sozialdemokratisch
- Sozial-konservative Umweltpartei (SKU), Deutschland, ökologisch
- Sozialdemokratische Partei der Schweiz (SP), Schweiz, sozialdemokratisch
- Sozialdemokratische Partei Deutschlands (SPD), Deutschland, sozialdemokratisch
- Sozialdemokratische Partei Österreichs (SPÖ), Österreich, sozialdemokratisch
- Sozialistische Linkspartei (SLP), Österreich, trotzkistisch
- Srpska Demokratska Stranka (SDS; Serbische Demokratische Partei), Bosnien und Herzegowina-Serbien
- Srpska Narodna Stranka (SNS; Serbische Volkspartei), Montenegro, ethnisch-serbisch (konservativ)
- Srpska Radikalna Stranka (SRS; Serbische Radikale Partei), Serbien/Bosnien und Herzegowina-Serben, nationalistisch
- Srpski Pokret Obnove – Nova Srbije (SPO-NS; Serbische Erneuerungsbewegung), Serbien, nationalistisch
- Staatkundig Gereformeerde Partij (SGP), Niederlande, konservativ
- Strana Demokratickej L'avice (SDL; Partei der Demokratischen Linken), Slowakei, sozialdemokratisch
- Stranka Demokratski Akcije (SDA; Demokratische Aktionspartei), Bosnien und Herzegowina-Bosniaken, nationalistisch
- Stranka Liberalnih Demokrata (LIBRA; Partei der Liberaldemokraten), Kroatien, liberal
- Stranka Mladih Slovenije (SMS; Partei der Jugend), Slowenien, grün
- Stranka za Bosnu i Hercegovinu (SBiH; Partei für Bosnien und Herzegowina), Bosnien und Herzegowina-Bosniaken, (konservativ-)liberal
- Südtiroler Volkspartei (SVP), Italien-Südtirol, ethnisch-deutsch (christdemokratisch)
- Südschleswigscher Wählerverband (SSW), Deutschland, ethnisch-dänisch
- Suomen Keskusta (KESK; Zentrum), Finnland, (agrarisch-)liberal
- Suomen Kristillisdemokraatit (KD; Christliche Union), Finnland, christdemokratisch
- Suomen Sosialidemokraattinen Puolue (SDP; Sozialdemokratische Partei), Finnland, sozialdemokratisch
- Svenska Folkepartit i Finland (SFP; Schwedische Volkspartei), Finnland, ethnisch-schwedisch (liberal)
- Synaspismos tis Aristeras ton Kinimaton kai tis Oikologias (SYN; Koalition der Linken und des Fortschritts), Griechenland, sozialistisch
- Szabad Demokraták Szövetsége (SZDSZ; Bund Freier Demokraten), Ungarn, liberal

## T
- Tautas partija (TP; Volkspartei), Lettland, konservativ
- Tautas Saskaņas Partija (TSP; Partei der Volksharmonie), Lettland, sozialdemokratisch
- Team Stronach, Österreich, wirtschaftsliberal, eurokritisch
- Telugu Desam (TDP), Indien, Andhra Pradesh, Regionalpartei progressiv
- Tėvynės Sąjunga (TS; Vaterlandsunion), Litauen, konservativ

## U
- Ühendus Vabariigi Eest – Res Publica (RP; Res Publica), Estland, konservativ
- Ulster Unionist Party (UUP), Vereinigtes Königreich (Nordirland), konservativ
- União Democrata-Crista de Timor (UDC), christlich-konservativ
- União Democrática Timorense (UDT), Osttimor, konservativ
- União Nacional Democrática de Resistência Timorense (UNDERTIM), Osttimor
- Unidad Nacional (UN), Peru, konservativ
- Unie svobody – Demokratická unie (US-DEU; Freiheitsunion), Tschechische Republik, (konservativ-)liberal
- Unión Cívica Radical (UCR), Argentinien, zentristisch
- Union für Südtirol (UfS), Italien-Südtirol, konservativ-separatistisch
- Union Nationale et Démocratique (UND), Monaco, konservativ
- Unión por el Perú (UPP), Peru, zentristisch
- Union pour la démocratie française (UDF), Frankreich, zentristisch (liberal)
- Union pour Monaco (UPM), Monaco, liberal
- Union pour un mouvement populaire (UMP), Frankreich, konservativ
- Union Valdôtaine (UV), Italien-Aostatal, ethnisch-französisch
- Unione dei Democratici Cristiani e Democratici di Centro (UDC), Italien, christdemokratisch
- United Arab List (Ra'am; Vereinigte Arabische Liste), Israel, ethnisch-arabisch
- United Christian Democratic Party (UCDP), Südafrika, christdemokratisch
- United Democratic Movement (UDM), Südafrika, sozialdemokratisch
- United Future New Zealand (UF), Neuseeland, zentristisch (konservativ)
- UK Independence Party (UKIP), Großbritannien, nationalistisch
- United Nigeria People’s Party (UNPP), Nigeria
- Uniunea Democrată Maghiară din România (UDMR; Verband der Ungarn), ethnisch-ungarisch (christdemokratisch)

## V
- Valstieciu ir Naujosios Demokratijos Sajunga (VNDS; Union der Bauern und Neuen Demokratie), Litauen, (konservativ-)agrarisch
- Vänsterpartiet (VP), Schweden, sozialistisch
- Vasemmistoliitto (VAS; Linksbündnis), Finnland, sozialistisch
- Vaterländische Union (VU), Liechtenstein, konservativ
- Venstre (V), Norwegen, liberal
- Venstre – Danmarks Liberale Parti (V), Dänemark, (agrarisch-)liberal
- Vihreä Liitto (VIHR; Grüne), Finnland, Finnland, grün
- Vinstrihreyfingin – Grænt framboð (VG; Linksgrüne Partei), Island, (grün-)sozialistisch
- Vlaams Belang (VB), Belgien-Flandern, nationalistisch
- Volkspartij voor Vrijheid en Democratie (VVD), Niederlande, (konservativ-)liberal
- Volt, Europa, multinationational
- Vooruit, Belgien-Flandern, sozialdemokratisch

## Y
- Yahadut ha-Torah (YhT; Vereinte Thora-Partei), Israel, (jüdisch-)konservativ
- Yeollin Uridang (UD; Uri), Korea, liberal
- Yisrael Ba'aliyah (YBA), Israel, ethnisch-russisch